# Sachat Tepe
Sachat Tepe (bulgariska: Сахат Тепе) är en kulle i Bulgarien.   Den ligger i regionen Plovdiv, i den centrala delen av landet, 130 km sydost om huvudstaden Sofia. Toppen på Sachat Tepe är 166 meter över havet.
Terrängen runt Sachat Tepe är platt. Runt Sachat Tepe är det mycket tätbefolkat, med 4 039 invånare per kvadratkilometer.. Närmaste större samhälle är Plovdiv, 1,4 km öster om Sachat Tepe.
Runt Sachat Tepe är det i huvudsak tätbebyggt.